# Elimia pupoidea
Elimia pupoidea är en snäckart som först beskrevs av Anthony 1854.  Elimia pupoidea ingår i släktet Elimia och familjen Pleuroceridae. Inga underarter finns listade i Catalogue of Life.